# Dos Lunas (serie de televisión)
Dos Lunas es una serie de televisión mexicana producida por Argos Comunicación. Protagonizada por Bárbara Mori y Leonardo Sbaraglia. Se estrenó el 18 de febrero de 2014 y finalizó su emisión en MundoFOX el 16 de mayo de 2014 en Latinoamérica.
Narra la vida de dos mujeres aparentemente opuestas en personalidad pero idénticas en el físico. Por un lado, Soledad es psicóloga y representa la cordura, el otro personaje, Luna, es una DJ alocada y empedernida, que no tiene límites. Estos personajes nos llevaran a reflexionar sobre la dualidad del ser humano, para descubrir quiénes somos en verdad.

## Argumento
Soledad y Luna son dos personalidades que pertenecen a una misma mujer (Bárbara Mori). Cuando se trata de Soledad, se habla de una brillante psicóloga que posee un don especial para llegar al interior de las personas y por otra parte Luna, una DJ que ama los ambientes nocturnos de moda de la ciudad.
La noche lleva a Luna a conocer a Bruno Freeman (Leonardo Sbaraglia), magnate de la música y viudo, quien acaba de instalarse en México. Freeman es dueño de un exclusivo bar de moda que sirve como fachada para los negocios turbios que lleva a cabo su protegido Charlie (Aldo Gallardo), un joven ambicioso a quien Bruno rehabilitó. Tras la misteriosa muerte de su mujer, Bruno quedó distanciado de Ana, su hija de nueve años, quien no habla desde que murió su madre y Soledad es la terapeuta encargada de llevar adelante su caso. Este será el puntapié inicial que llevará a Soledad a convertirse también en terapeuta de Bruno, quien a su vez se verá involucrado con lo que él cree son dos hermanas distanciadas: una que lo seduce (Luna) y otra que lo enamora (Soledad) y es ese triángulo el que hará que un antiguo secreto salga a la luz.

## Reparto
- Bárbara Mori - Soledad / Luna García
- Leonardo Sbaraglia - Bruno Freeman
- Aldo Gallardo - Carlos "Charlie" Delgado
- Ilse Salas - René Fábregas
- Gerardo Trejoluna - Horacio García
- Ana Paula de León - Ana Freeman
- Fabiola Campomanes - Karina Rangel
- Julio Casado - Jaime "Jimmy" Sandoval
- Jorge Wolff - Escolta de "Jimmy"
- Arcelia Ramírez - Lisa Cabrera
- Geraldine Zinat - Directora del Centro de Detención
- María Fernanda García - Sra Valencia
- Juan Alejandro Ávila - Militar

## Emisión Internacional
- Latinoamérica: Mundo Fox (2014) / Fox Life (2015)
- Colombia: Caracol
- Argentina: Magazine TV
- Paraguay: Unicanal
- República Dominicana: Color Visión
- México: Imagen Televisión